# Medicinska fakulteta v Zagrebu
Medicinska fakulteta (izvirno hrvaško Medicinski fakultet u Zagrebu), s sedežem v Zagrebu, je fakulteta, ki je članica Univerze v Zagrebu. Ustanovljena je bila leta 1917, čeprav je bila predvidena že ob ustanovitvi zagrebške univerze 1874.